# 住吉久仁夫
EL 920（エル クニオ、1986年6月18日 - ）は、日本のプロレスラー。

## 来歴
ディック東郷が主宰するSUPER CREWの後身となる「レスリングドリーマーズ」に入門。2007年9月8日、東京・新木場1stRINGにおけるヤス・ウラノ戦でデビュー。2007年11月7日、新木場1stRINGにて師匠であるはやてと一騎討ち。6分46秒、ハヤティーナで敗れる。2008年10月11日に開かれたDREAM GPでは松本直己に敗れ1回戦負け。プロ初勝利は2008年11月8日、新木場1stRINGにおける梅田健太郎戦（2分26秒、逆エビ固め）。
長い下積み生活が続くが、2011年に勝見尚宏との抗争が勃発。12月17日にはカベジェラ・コントラ・ノンブレ（敗者髪切り、名前剥奪マッチ）で敗北。名前を取られ、以降リングネームが「くにおくん」となる。
以降、マッチョ☆パンプとの3分1本勝負（秒殺され2度の再試合）、菊地毅との「つよしくん&くにおくん」結成、浜谷清志との「きよしくん＆くにおくん」結成と活躍。2012年11月25日、「覆面MANIA22」では覆面レスラーとして出場。2013年9月21日、レスリングドリーマーズが活動停止となる。
2014年8月10日「覆面MANIA 26」で行われた焙煎たがい。&ブラックカイン、BLOOD MEN戦（パートナーは鈴江憲一、HAMATANI）で覆面レスラー「EL 920（エル・ノベシエントベインテ）」としてデビュー。その後、シアタープロレス花鳥風月、REINA女子プロレスなどで覆面MANIA所属として出場。
2016年1月17日、シアター・バビロンの流れのほとりにてで行われた花鳥風月若手ONE DAYトーナメントでは、服部健太に負け1回戦敗退。
4月16日、花鳥風月・スターライズタワー（東京タワースタジオ）大会では瓦井寿也を撃破。
6月5日大会では、服部健太がメインに抜擢された影響を受け、服部に替わり、ハットトリックの白担当として、メンバー入り。
7月3日の覆面マニア大会ではミステル・カカオ、焙煎たがい。組と対戦した（パートナーはエル・ホルネット）。

## 得意技
ダイビングヘッドバット
ランニングネックブリーカードロップ
スピアー